# (68278) 2001 FC7
(68278) 2001 FC7 est un astéroïde Amor découvert le 18 mars 2001 par le programme Spacewatch.

## Historique
Le lieu de découverte, par le programme Spacewatch, est l'observatoire de Kitt Peak (code 691).
Sa désignation provisoire, lors de sa découverte le 18 mars 2001, était 2001 FC7.